# Titus Fuficius

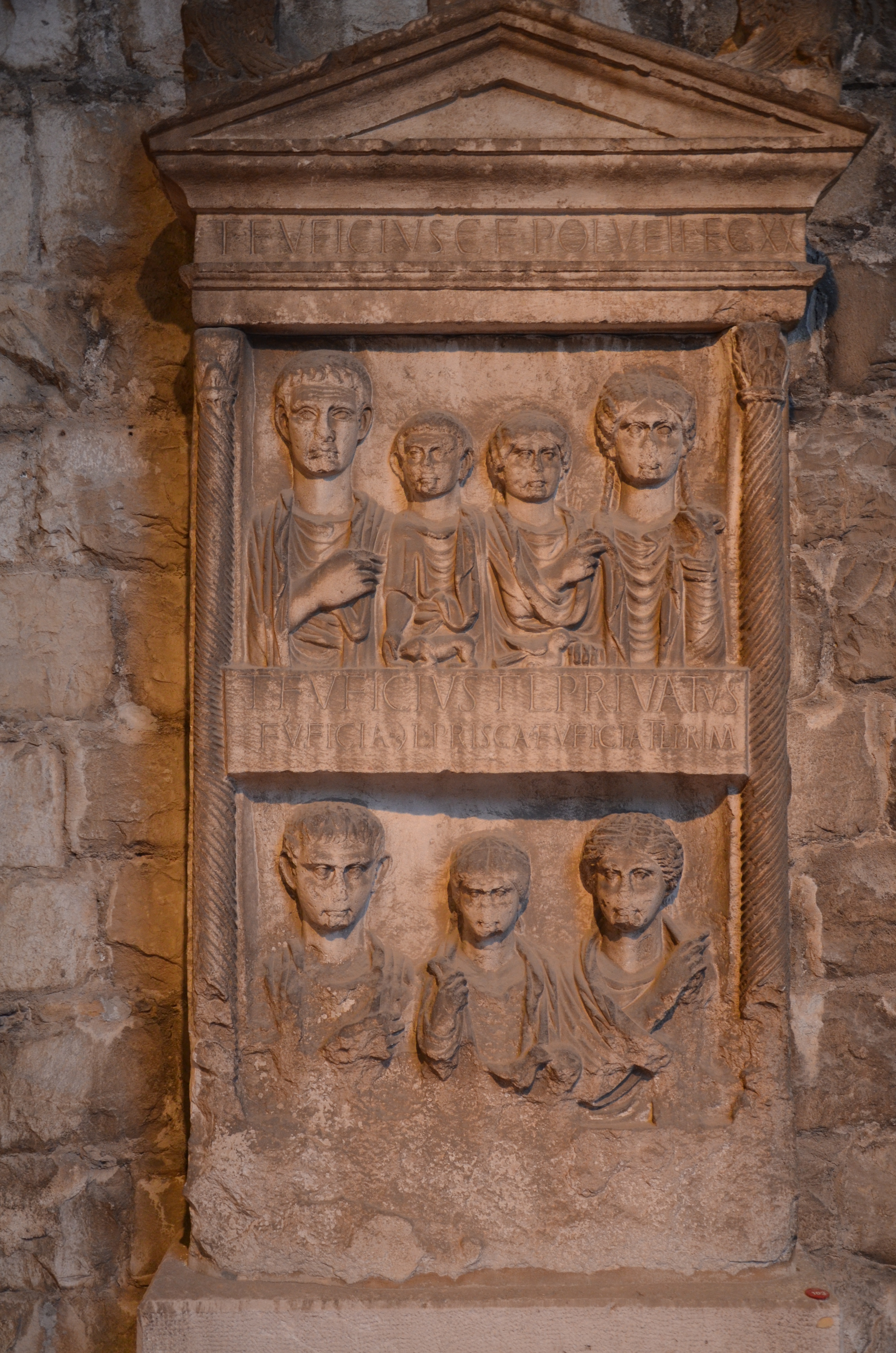
Die Inschrift

Titus Fuficius (vollständige Namensform Titus Fuficius Gai filius Pollia) war ein im 1. Jahrhundert n. Chr. lebender Angehöriger der römischen Armee.
Durch eine Inschrift, die in Salona gefunden wurde, ist belegt, dass Fuficius Veteran der Legio XX war. Er hatte vermutlich in der Legion gedient, als diese in der Provinz Illyricum stationiert war; nach seiner Entlassung ließ er sich dort nieder.
Fuficius war in der Tribus Pollia eingeschrieben. In der Inschrift werden auch seine Freigelassenen Titus Fuficius Privatus, Fuficia Prisca und Fuficia Prima aufgeführt.
Die Inschrift wird bei der Epigraphik-Datenbank Clauss-Slaby auf 41/54 datiert. Stephen James Malone datiert seine Entlassung aus der Legion auf die Jahre vor 6 n. Chr.